# Suimanga de cua violàcia
El suimanga de cua violàcia (Anthreptes aurantius) és un ocell de la família dels nectarínids (Nectariniidae).

## Hàbitat i distribució
Viu als boscso de ribera del Camerun cap a l'est fins a la República Centreafricana i nord-est de la República Democràtica del Congo i cap al sud fins Gabon, República del Congo, Angola i sud de la República Democràtica del Congo.